# Дарьен (Колумбия)
Дарьен (исп. Darién) — город и муниципалитет на западе Колумбии, на территории департамента Валье-дель-Каука. Входит в состав Центрального субрегиона.

## История
Поселение, из которого позднее вырос город, было основано 1 августа 1907 года. Муниципалитет Дарьен был выделен в отдельную административную единицу в 1939 году.

## Географическое положение
Город расположен в центральной части департамента, в гористой местности Западной Кордильеры, к северу от водохранилища Калима, на расстоянии приблизительно 47 километров к северу от города Кали, административного центра департамента. Абсолютная высота — 1521 метр над уровнем моря.
Муниципалитет Дарьен граничит на северо-востоке с территорией муниципалитета Риофрио, на востоке — с муниципалитетом Йотоко, на юге — с муниципалитетами Рестрепо и Дагуа, на юго-западе и западе — с муниципалитетом Буэнавентура, на северо-западе — с территорией департамента Чоко. Площадь муниципалитета составляет 1154 км².

## Население
По данным Национального административного департамента статистики Колумбии, совокупная численность населения города и муниципалитета в 2015 году составляла 15 763 человека.
Динамика численности населения муниципалитета по годам:
| 2005   | 2006   | 2007   | 2008   | 2009   | 2010   | 2011   | 2012   | 2013   | 2014   | 2015   |
| ------ | ------ | ------ | ------ | ------ | ------ | ------ | ------ | ------ | ------ | ------ |
| 15 497 | 15 530 | 15 547 | 15 571 | 15 594 | 15 618 | 15 652 | 15 676 | 15 710 | 15 738 | 15 763 |

Согласно данным переписи 2005 года мужчины составляли 50,4 % от населения Дарьена, женщины — соответственно 49,6 %. В расовом отношении белые и метисы составляли 92,3 % от населения города; негры, мулаты и райсальцы — 6,4 %; индейцы — 1,3 %.
Уровень грамотности среди всего населения составлял 89,9 %.

## Экономика
53 % от общего числа городских и муниципальных предприятий составляют предприятия торговой сферы, 34,2 % — предприятия сферы обслуживания, 11,3 % — промышленные предприятия, 1,5 % — предприятия иных отраслей экономики.